# アール・ラーシド・スタジアム
アール・ラーシド・スタジアム(アラビア語: ملعب آل راشد、英: Al Rashid Stadium)は、アラブ首長国連邦のドバイにある多目的スタジアムである。英語風にアル・ラシード・スタジアムと呼ばれることもある。

## 概要
スタジアム名のアール・ラーシドとはスタジアム建設当時のドバイ首長国首長ラーシド・ビン・サイード・アール・マクトゥームのこと。1948年に設立された。収容人数は9,415人。主にサッカーの試合に用いられ、UAEリーグに所属するアル・アハリ・ドバイがホームスタジアムとして使用している。
2003年には、FIFAワールドユース選手権の会場として使用された。

## 交通アクセス
ドバイメトログリーンラインのアル・アハリ・クラブ駅より徒歩1分。

## 開催試合

### ドバイフットボール・チャレンジカップ
| 2012年1月4日 | ACミラン                 | 1 - 0 | パリ・サンジェルマン | アール・ラーシド・スタジアム（ドバイ） |  |
| 19:30 UTC+4  | アレシャンドレ・パト 4分 |       |                      |                                        |  |

| 2014年12月30日 | レアル・マドリード                  | 2–4 | ミラン                                             | ザ・セブンズ（ドバイ） |  |
|                | ロナウド 35分 · Benzema 84分 (pen.) |     | Ménez 24分 · El Shaarawy 31分, 48分 · Pazzini 73分 |                        |  |